# Agnihalli, Kolar
Agnihalli là một làng thuộc tehsil Kolar, huyện Kolar, bang Karnataka, Ấn Độ.